# Airi Säilä
Airi Säilä (29 de abril de 1907 – 1 de agosto de 1991) fue una bailarina y coreógrafa finlandesa.

## Biografía
Su verdadero nombre era Airi Tellervo Sahlberg, y nació enHelsinki, Finlandia. Fue coreógrafa en varias películas rodadas en las décadas de 1940, 1950 y 1960. Además, actuó como bailarina en algunas producciones de los años 1930 y 1940.
En 1950 fundó una escuela de ballet, que posteriormente fue conocida como el Ballet infantil Vantaa.
Por su carrera artística fue premiada en el año 1956 con la Medalla Pro Finlandia.
Falleció en Espoo, Finlandia, en el año 1991. Había estado casada con el bailarín Alf Salin. Tuvieron un hijo, el guitarrista de flamenco Ari Salin. 